# Legió II Traiana Fortis

Mapa de l'imperi romà l'any 125 dC, sota l'emperador Hadrià, que mostra la Legio II Traiana, estacionada a Alexandria (Alexandria, Egipte), a la província d'Egyptus, des del 125 dC fins al segle IV.

La Legió II Traiana Fortis va ser una legió romana creada per l'emperador Trajà l'any 105, juntament amb la legió XXX Ulpia Victrix, per a les campanyes de Dàcia. Es tenen registres de la II Traiana Fortis fins a mitjan segle v. L'emblema de la legió era el semidéu Hèrcules.
L'any 115, la II Traiana Fortis s'incorporà al gran exèrcit de la campanya de Trajà contra l'imperi part. L'any 117 la legió va ser destinada a Judea, per assegurar la pau després de la Guerra de Kitus, la segona de les guerres judeo-romanes, que acabava de ser sufocada. L'any 125 la legió va ser enviada a Egipte per primera vegada, on va compartir campament a Nicòpolis (prop d'Alexandria) amb la XXII Deiotariana. Entre els anys 132 i 136 va tornar a Judea per sufocar una altra revolta.
L'any 194 la legió va donar suport a la revolta de Pescenni Níger, governador de la província romana de Síria, però al final va canviar de bàndol i es va posar al costat del futur emperador Septimi Sever, fet que va decantar clarament l'equilibri de forces en favor de Sever. A principis del segle iii va participar en les campanyes de Caracal·la contra les tribus germàniques i va rebre el nou cognomen de Germanica.
Segons la Notitia Dignitatum a principis del segle v, la II Traiana Fortis va ser traslladada a Apollonopolis Magna, al sud d'Egipte i va servir sota el comandament del comes limitis Aegypti.